# Prima conferenza di Washington
La prima conferenza di Washington (nome in codice ARCADIA), fu una serie di incontri politico-militari tra il primo ministro britannico Winston Churchill e il presidente degli Stati Uniti Franklin Delano Roosevelt coadiuvati dai loro rispettivi esperti militari, tenutesi dal 22 dicembre 1941 al 14 gennaio 1942 a Washington.
Punto focale degli incontri fu l'accesa discussione tra gli stati maggiori dei due paesi anglosassoni sulla strategia generale da adottare nella lotta contro le potenze dell'Asse. La conferenza si concluse dopo vivaci contrasti con l'adozione della strategia del cosiddetto Germany first, ovvero di un maggiore impegno bellico nei confronti della Germania nazista, ritenuta l'avversario più pericoloso per la potenza della sua macchina militare e per la sua avanzata ricerca tecnologica.
La linea di concentrare la maggior parte delle forze in Europa contro la Germania era particolarmente caldeggiata dal Regno Unito, che dal giugno 1940, dopo la caduta della Francia, aveva dovuto combattere praticamente da sola contro la macchina bellica del Terzo Reich e dell'Italia fascista. Roosevelt acconsentì a questa politica, sebbene il bombardamento di Pearl Harbor, avvenuto due settimane prima, avrebbe potuto far temere un maggiore coinvolgimento dell'America nel Pacifico per vendicare subito l'attacco a sorpresa del Giappone.
L'Unione Sovietica, che dopo l'attacco tedesco del 22 giugno 1941 era impegnata in una disperata e decisiva battaglia alle porte di Mosca, concordò con la strategia adottata e accolse con piena soddisfazione la notizia del previsto impegno americano in Europa.

## Staffdei capi di stato
Ufficiali britannici
Ammiraglio della flotta, sir Dudley Pound, primo lord del mare e capo di stato maggiore della Marina
Maresciallo di campo sir John Dill
Maresciallo capo dell'aria sir Charles Portal, capo di stato maggiore dell'Aeronautica
Ammiraglio sir Charles Little, membro dello stato maggiore generale
Tenente generale sir Colville Wemyss, membro dello stato maggiore generale
Maresciallo dell'aria Arthur Harris, membro dello stato maggiore generale
Ufficiali navali statunitensi
Ammiraglio H. R. Stark, comandante delle operazioni navali
Ammiraglio E. J. King, comandante in capo della flotta degli Stati Uniti
Contrammiraglio F. J. Horne, Assistente capo delle operazioni navali
Contrammiraglio J. H. Towers, capo del Bureau of Aeronautics
Contrammiraglio R. K. Turner, direttore della divisione piani di guerra
Maggior generale Thomas Holcomb, comandante del Corpo dei Marines
Ufficiali dell'United States Army
Generale George C. Marshall, comandante generale delle forze di terra e capo di stato maggiore dell'Esercito degli Stati Uniti
Tenente generale H. H. Arnold, capo dell'United States Army Air Forces e vice capo di stato maggiore dell'Esercito degli Stati Uniti
Brigadiere generale L. T. Gerow, capo della divisione piani di guerra
Segreterie congiunte
Capitano J. L. McCrea, assistente del capo delle operazioni navali
Tenente colonnello P. M. Robinett, G-2, quartier generale, Esercito degli Stati Uniti
Maggiore W. T. Secton, assistente segretario, Dipartimento della guerra degli Stati Uniti